# Giuseppe Pacini
Giuseppe Pacini (Firenze, 16 luglio 1862 – Firenze, 22 luglio 1910) è stato un baritono italiano.

## Biografia
Baritono dalla voce "potente, omogenea, acuti sfavillanti come un tenore e prolungati fino a durate imprevedibili", studiò canto presso il Conservatorio di Firenze con il maestro Cortese. Debuttò al Teatro Lirico di Firenze, nella parte di Francesco Foscari, ne I due Foscari. Proseguì la sua carriera prima nei teatri di provincia della Toscana, poi nei principali teatri italiani. Nel 1895 fu protagonista nel ruolo di Douglas, nella prima rappresentazione assoluta dell'opera Guglielmo Ratcliff di Pietro Mascagni, rappresentata al Teatro alla Scala il 16 febbraio 1895. Dello stesso compositore e sempre alla Scala, un mese dopo interpretò la parte di Renzo nell'opera Silvano, con il tenore Fernando De Lucia nella parte del protagonista. Dal 1893 al 1900 cantò frequentemente nei teatri delle principali città del Sud America: Buenos Aires, Montevideo, Caracas, Città del Messico, Santiago del Cile, Bogotà. Nel 1906 partecipò a una tournée che lo portò a esibirsi a Madrid, Barcellona e Lisbona.
Nel 1903 fu scritturato nei teatri di San Pietroburgo, Varsavia e Mosca. Aveva un discreto repertorio di circa quaranta opere, che comprendeva quello belcantista di compositori come Vincenzo Bellini e Gaetano Donizetti, quello verista con opere di Pietro Mascagni, Ruggero Leoncavallo, fino al repertorio contemporaneo di compositori quali Luigi Mancinelli e Alberto Franchetti, privilegiando però il repertorio verdiano. Fu un interprete di rilievo nelle parti dove veniva richiesta la presenza del baritono "vilain", il cattivo per eccezione, grazie anche alle sue innate capacità di cantante-attore, tra queste si ricordano quelle di Barnaba, Rigoletto, Tonio. Sulle caratteristiche vocali di Pacini, fu significativa la testimonianza del celebre baritono Titta Ruffo, che lo ascoltò a Firenze nell'opera Sansone e Dalila, il quale scrisse: Ricordo soltanto d'essere stato, dalla bellezza e dalla potenza di quella voce, rapito in cielo. Pareva la voce d'un Arcangelo. Morì in piena carriera nel luglio del 1910 a Firenze, dopo una recita nella parte di Amonasro in Aida. Della voce del baritono toscano rimangono alcune registrazioni realizzate dal 1904 al 1910, per la Fonotipia Records, e oggi rimasterizzate in CD.

## Repertorio
- Vincenzo Bellini
  - La sonnambula (Conte Rodolfo)
  - Beatrice di Tenda (Filippo Maria Visconti)
  - I puritani (Riccardo)
- Gaetano Donizetti
  - Lucia di Lammermoor (Lord Enrico)
  - Don Pasquale (Dottor Malatesta)
  - La favorita (Alfonso XI)
  - Linda di Chamounix (Marchese)
- Giuseppe Verdi
  - Nabucco (Nabucco)
  - Ernani (Don Carlo)
  - I due Foscari (Francesco Foscari)
  - Attila (Ezio)
  - Macbeth (Macbeth)
  - Rigoletto (Rigoletto)
  - Il trovatore (Conte di Luna)
  - La traviata (Giorgio Germont)
  - I vespri siciliani (Montfort)
  - Un ballo in maschera (Renato)
  - La forza del destino (Don Carlo)
  - Aida (Amonasro)
  - Otello (Jago)
  - Falstaff (Falstaff)
- Gioachino Rossini
  - Il barbiere di Siviglia (Figaro)
  - Guglielmo Tell (Guglielmo Tell)
- Amilcare Ponchielli
  - La Gioconda (Barnaba)
- Ruggero Leoncavallo
  - Pagliacci (Tonio)
- Pietro Mascagni
  - Cavalleria rusticana (Alfio)
  - L'amico Fritz (David)
  - Guglielmo Ratcliff (Douglas)
  - Silvano (Renzo)
  - Amica (Renaldo)
- Umberto Giordano
  - Andrea Chénier (Gerard)
- Richard Wagner
  - Lohengrin (Federico di Telramondo)
  - Sigfrido (Wotan)
  - Tristano e Isotta (Kurvenaldo)
- Charles Gounod
  - Faust (Valentino)
- Jules Massenet
  - Il re di Lahore (Scindia)
  - Manon (Lescaut)
- Camille Saint-Saëns
  - Sansone e Dalila (Il sommo sacerdote)
- Engelbert Humperdinck
  - Hänsel e Gretel (Pietro)
- Alberto Franchetti
  - Germania (Carlo Worms)
- Ermanno Wolf-Ferrari
  - La vita nuova
- Luigi Mancinelli
  - Paolo e Francesca (Gianciotto)
- Georges Bizet
  - Carmen (Escamillo)
- Friedrich von Flotow
  - Martha (Plunkett)
- Giacomo Meyerbeer
  - Gli ugonotti (Conte di Saint-Bris)
  - L'africana (Nélusko)
- Errico Petrella
  - Jone (Arbace)
- Giacomo Puccini
  - La bohème (Marcello)

## Discografia
- Giuseppe Verdi, Il trovatore: Il balen
- Amilcare Ponchielli, La Gioconda: Barcarola
- Giuseppe Verdi, Un ballo in maschera: Eri tu
- Ruggero Leoncavallo, Pagliacci: Prologo
- Jules Massenet,  Il re di Lahore: O casto fior
- Giuseppe Verdi, Otello: Credo in un Dio crudel
- Giuseppe Verdi, Aida : Aria
- Giuseppe Verdi, Il trovatore: Non m'inganno, ella scende, con Giannina Russ e Luigi Longobardi
- Umberto Giordano, Andrea Chénier: Un dì m'era di gioia
- Giuseppe Verdi, Un ballo in maschera: Terzetto con Giannina Russ e Luigi Longobardi
- Giuseppe Verdi, Ernani: Trio Con Giannina Russ e Luigi Longobardi
- Alberto Franchetti Germania: Aria
- Pietro Mascagni, Guglielmo Ratcliff: E sempre il vecchio andazzo
- Giuseppe Verdi, Rigoletto: Pari siamo
- Giuseppe Verdi, Otello: Duetto con Luigi Longobardi
- Giuseppe Verdi, Aida: Duetto con Giannina Russ
- Amilcare Ponchielli, La Gioconda: Duetto con Giannina Russ
- Umberto Giordano, Andrea Chénier: Un dì m'era di gioia
- Gaetano Donizetti, Lucia di Lammermoor: Aria
- Giuseppe Verdi, Un ballo in maschera: Alla vita che t'arride
- Giuseppe Verdi, Otello: Aria